# Temporada 2009 del fútbol colombiano
La Temporada 2009 del fútbol colombiano abarcó todas las actividades relativas a campeonatos de fútbol profesional, nacionales e internacionales, disputados por clubes colombianos, y por las selecciones nacionales de este país en sus diversas categorías.

## Torneos locales

### Categoría Primera A

#### Torneo Apertura
- Final.

| Fecha                                                        | Ciudad       | Equipo local | Resultado | Equipo visitante |
| ------------------------------------------------------------ | ------------ | ------------ | --------- | ---------------- |
| 24 de junio                                                  | Manizales    | Once Caldas  | 2 : 1     | Junior           |
| 28 de junio                                                  | Barranquilla | Junior       | 1 : 3     | Once Caldas      |
| Once Caldas se corona campeón con el marcador global de 5:2. |              |              |           |                  |

| Campeón Once Caldas Tercer título |

#### Torneo Finalización
- Final.

| Fecha                                                                   | Ciudad   | Equipo local           | Resultado | Equipo visitante       |
| ----------------------------------------------------------------------- | -------- | ---------------------- | --------- | ---------------------- |
| 16 de diciembre                                                         | Neiva    | Atlético Huila         | 0 : 1     | Independiente Medellín |
| 20 de diciembre                                                         | Medellín | Independiente Medellín | 2 : 2     | Atlético Huila         |
| Independiente Medellín se corona campeón con el marcador global de 3:2. |          |                        |           |                        |

| Campeón Independiente Medellín Quinto título |

#### Tabla de reclasificación
En esta tabla se tienen en cuenta todos los partidos del año. Además de los campeones de los torneos Apertura y Finalización, el equipo con mejor puntaje clasificará a la fase previa de la Copa Libertadores 2010. Asimismo, el segundo y tercer mejor puntaje tendrán un cupo a la .Copa Sudamericana 2010
| Pos. | Equipos                    | PJ | PG | PE | PP | GF | GC | Dif. | Pts. |
| ---- | -------------------------- | -- | -- | -- | -- | -- | -- | ---- | ---- |
| 1.   | Junior                     | 50 | 21 | 13 | 16 | 85 | 59 | 26   | 76   |
| 2.   | Deportes Tolima            | 48 | 21 | 11 | 16 | 59 | 53 | 6    | 74   |
| 3.   | Independiente Medellín (F) | 44 | 19 | 10 | 15 | 62 | 55 | 7    | 67   |
| 4.   | Atlético Huila             | 44 | 18 | 12 | 14 | 58 | 58 | 0    | 66   |
| 5.   | Once Caldas (A)            | 44 | 16 | 13 | 15 | 62 | 61 | 1    | 61   |
| 6.   | Deportivo Cali             | 42 | 16 | 12 | 14 | 61 | 56 | 5    | 60   |
| 7.   | Boyacá Chicó               | 42 | 15 | 14 | 13 | 60 | 59 | 1    | 59   |
| 8.   | Deportivo Pereira          | 42 | 15 | 13 | 14 | 56 | 45 | 11   | 58   |
| 9.   | Santa Fe (CC)              | 42 | 15 | 13 | 14 | 57 | 60 | -3   | 58   |
| 10.  | Real Cartagena             | 42 | 15 | 11 | 16 | 58 | 65 | -7   | 56   |
| 11.  | La Equidad                 | 42 | 12 | 19 | 11 | 42 | 46 | -4   | 55   |
| 12.  | Atlético Nacional          | 42 | 12 | 17 | 13 | 47 | 51 | -4   | 53   |
| 13.  | Cúcuta Deportivo           | 42 | 13 | 13 | 16 | 37 | 43 | -6   | 52   |
| 14.  | Envigado F. C.             | 42 | 11 | 15 | 16 | 62 | 74 | -12  | 48   |
| 15.  | Deportes Quindío           | 36 | 13 | 7  | 16 | 45 | 54 | -9   | 46   |
| 16.  | Millonarios                | 36 | 9  | 16 | 11 | 40 | 40 | 0    | 43   |
| 17.  | Deportivo Pasto            | 36 | 11 | 10 | 15 | 36 | 42 | -6   | 43   |
| 18.  | América de Cali            | 36 | 8  | 13 | 15 | 44 | 50 | -6   | 37   |

Fuente: Web oficial de Dimayor
|  | Clasificado a la Segunda fase de Copa Libertadores 2010.    |
|  | Clasificado a la Primera fase de la Copa Libertadores 2010. |
|  | Clasificado a la Primera fase de la Copa Sudamericana 2010. |

| (CC) Campeón de la Copa Colombia 2009.    |
| (A) Campeón del Torneo Apertura 2009.     |
| (F) Campeón del Torneo Finalización 2009. |

##### Representantes en competición internacional
| Clasificado como | Copa Libertadores 2010 | Copa Sudamericana 2010 |
| ---------------- | ---------------------- | ---------------------- |
| Colombia 1       | Once Caldas            | Santa Fe               |
| Colombia 2       | Independiente Medellín | Deportes Tolima        |
| Colombia 3       | Junior                 | Atlético Huila         |

#### Tabla del descenso
Los ascensos y descensos en el fútbol colombiano se definen por la Tabla de descenso, la cual promedia las campañas: 2007-I, 2007-II, 2008-I, 2008-II, 2009-I y 2009-II. Los puntos de la tabla se obtienen de la división del puntaje total entre partidos jugados, únicamente en la fase de todos contra todos.
El último  en dicha tabla descendió a la Categoría Primera B dándole el ascenso directo al campeón de la segunda categoría. Por su parte el equipo que ocupó el penúltimo lugar  en la Tabla de descenso, disputó la serie de promoción ante el subcampeón de la Primera B en partidos de ida y vuelta.
Cabe recordar que en la tabla de descenso no cuentan los partidos por cuadrangulares semifinales ni final del campeonato, únicamente los de la fase todos contra todos.
| Pos. | Equipos                | PJ  | GF  | GC  | Dif. | Pts. | Prom. |
| ---- | ---------------------- | --- | --- | --- | ---- | ---- | ----- |
| 18.  | Deportivo Pasto (D)    | 108 | 107 | 120 | -13  | 131  | 1.212 |
| 17.  | Deportivo Pereira (P)  | 108 | 120 | 133 | -13  | 133  | 1.231 |
| 16.  | Real Cartagena         | 108 | 136 | 155 | -19  | 135  | 1.250 |
| 15.  | Deportes Quindío       | 108 | 129 | 147 | -18  | 136  | 1.250 |
| 14.  | Atlético Huila         | 108 | 131 | 151 | -20  | 137  | 1.259 |
| 13.  | Once Caldas            | 108 | 133 | 144 | -11  | 138  | 1.277 |
| 12.  | Envigado F. C.         | 108 | 144 | 152 | -8   | 138  | 1.277 |
| 11.  | América de Cali        | 108 | 151 | 145 | 6    | 145  | 1.342 |
| 10.  | Millonarios            | 108 | 133 | 126 | 7    | 145  | 1.342 |
| 9.   | Santa Fe               | 108 | 133 | 133 | 0    | 150  | 1.388 |
| 8.   | Cúcuta Deportivo       | 108 | 120 | 110 | 10   | 151  | 1.425 |
| 7.   | La Equidad             | 108 | 128 | 117 | 11   | 157  | 1.453 |
| 6.   | Junior                 | 108 | 154 | 139 | 15   | 157  | 1.453 |
| 5.   | Deportivo Cali         | 108 | 153 | 131 | 22   | 158  | 1.462 |
| 4.   | Independiente Medellín | 108 | 152 | 136 | 16   | 161  | 1.490 |
| 3.   | Deportes Tolima        | 108 | 141 | 135 | 6    | 162  | 1.500 |
| 2.   | Boyacá Chicó           | 108 | 143 | 130 | 13   | 163  | 1.509 |
| 1.   | Atlético Nacional      | 108 | 133 | 114 | 19   | 165  | 1.527 |

| (P) | Disputó y ganó la serie de promoción.                     |
| (D) | Descenso a la Categoría Primera B para la temporada 2010. |

##### Cambios de categoría
|  | Deportivo Pasto |

|  | Cortuluá |

### Categoría Primera B

#### Final del año
| Fecha                                                     | Ciudad      | Equipo local         | Resultado | Equipo visitante     |
| --------------------------------------------------------- | ----------- | -------------------- | --------- | -------------------- |
| 25 de noviembre                                           | Tuluá       | Cortuluá             | 3 : 0     | Atlético Bucaramanga |
| 29 de noviembre                                           | Bucaramanga | Atlético Bucaramanga | 1 : 1     | Cortuluá             |
| Cortuluá se coronó campeón con un marcador global de 4:1. |             |                      |           |                      |

| Colombia                        |
| Campeón Cortuluá Segundo título |

#### Serie de promoción
| Fecha                                                               | Ciudad      | Equipo local         | Resultado | Equipo visitante     |
| ------------------------------------------------------------------- | ----------- | -------------------- | --------- | -------------------- |
| 2 de diciembre                                                      | Bucaramanga | Atlético Bucaramanga | 1 : 2     | Deportivo Pereira    |
| 17 de diciembre                                                     | Pereira     | Deportivo Pereira    | 3 : 2     | Atlético Bucaramanga |
| Deportivo Pereira permanece en la Primera A para la Temporada 2010. |             |                      |           |                      |

### Copa Colombia
- Final

| Fecha                                                                                        | Ciudad | Equipo local    | Resultado        | Equipo visitante |
| -------------------------------------------------------------------------------------------- | ------ | --------------- | ---------------- | ---------------- |
| 11 de noviembre                                                                              | Pasto  | Deportivo Pasto | 2 : 1            | Santa Fe         |
| 18 de noviembre                                                                              | Bogotá | Santa Fe        | 2 : 1 (5:4 pen.) | Deportivo Pasto  |
| Santa Fe se coronó campeón en tiros desde el punto penal 5:4, tras empatar 3:3 en el global. |        |                 |                  |                  |

| Colombia                        |
| Campeón Santa Fe Segundo título |

## Torneos internacionales

### Copa Libertadores de América
| Equipo                 | Fase final             | Pts. | PJ | PG | PE | PP | GF | GC | DG | Rend.  |
| ---------------------- | ---------------------- | ---- | -- | -- | -- | -- | -- | -- | -- | ------ |
| Independiente Medellín | Segunda fase (Grupo 4) | 11   | 8  | 2  | 5  | 1  | 11 | 7  | 4  | 45,8 % |
| Boyacá Chicó           | Segunda fase (Grupo 7) | 9    | 6  | 3  | 0  | 3  | 8  | 8  | 0  | 50 %   |
| América de Cali        | Segunda fase (Grupo 4) | 3    | 6  | 0  | 3  | 3  | 3  | 7  | -4 | 16,7 % |

### Copa Sudamericana
| Equipo         | Fase final   | Pts. | PJ | PG | PE | PP | GF | GC | DG | Rend.  |
| -------------- | ------------ | ---- | -- | -- | -- | -- | -- | -- | -- | ------ |
| La Equidad     | Primera fase | 1    | 2  | 0  | 1  | 1  | 2  | 3  | -1 | 16,7 % |
| Deportivo Cali | Primera fase | 0    | 2  | 0  | 0  | 2  | 1  | 3  | -2 | 0 %    |

### Copa Libertadores de América Femenina
| Equipo         | Fase final   | Pts. | PJ | PG | PE | PP | GF | GC | DG | Rend.  |
| -------------- | ------------ | ---- | -- | -- | -- | -- | -- | -- | -- | ------ |
| Formas Íntimas | Tercer lugar | 12   | 6  | 4  | 0  | 2  | 20 | 10 | 10 | 66,7 % |

## Selección nacional masculina

### Mayores

#### Clasificación para la Copa Mundial de Fútbol de 2010
| Equipo             | Pts. | PJ | PG | PE | PP | GF | GC | DG | Rend.  |
| ------------------ | ---- | -- | -- | -- | -- | -- | -- | -- | ------ |
| Selección nacional | 23   | 18 | 6  | 5  | 7  | 14 | 18 | -4 | 42,6 % |

- Resultado final: 7° lugar.

#### Partidos de la Selección mayor en 2009
| Fecha            | Lugar                                                               | Rival       | Marcador | Competencia                  | Goles de Colombia                                |
| ---------------- | ------------------------------------------------------------------- | ----------- | -------- | ---------------------------- | ------------------------------------------------ |
| 11 de febrero    | Estadio Hernán Ramírez Villegas Pereira, Colombia                   | Haití       | 2 - 0    | Amistoso                     | Vladimir Marín 13' Macnelly Torres 59'           |
| 28 de marzo      | Estadio El Campín Bogotá, Colombia                                  | Bolivia     | 2 - 0    | Eliminatorias Sudáfrica 2010 | Macnelly Torres 27' Wason Rentería 88'           |
| 31 de marzo      | Estadio Cachamay Puerto Ordaz, Venezuela                            | Venezuela   | 2 - 0    | Eliminatorias Sudáfrica 2010 | Sin goles                                        |
| 6 de junio       | Estadio Monumental Antonio Vespucio Liberti Buenos Aires, Argentina | Argentina   | 1 - 0    | Eliminatorias Sudáfrica 2010 | Sin goles                                        |
| 10 de junio      | Estadio Atanasio Girardot Medellín, Colombia                        | Perú        | 1 - 0    | Eliminatorias Sudáfrica 2010 | Radamel Falcao García 26'                        |
| 7 de agosto      | Robertson Stadium Houston, Estados Unidos                           | El Salvador | 2 - 1    | Amistoso                     | Teófilo Gutiérrez 12' Humberto Mendoza 87'       |
| 12 de agosto     | Giants Stadium Nueva York, Estados Unidos                           | Venezuela   | 1 - 2    | Amistoso                     | Radamel Falcao García 39'                        |
| 5 de septiembre  | Estadio Atanasio Girardot Medellín, Colombia                        | Ecuador     | 2 - 0    | Eliminatorias Sudáfrica 2010 | Jackson Martínez 81' Teófilo Gutiérrez 90+4'     |
| 9 de septiembre  | Estadio Centenario Montevideo, Uruguay                              | Uruguay     | 3 - 1    | Eliminatorias Sudáfrica 2010 | Jackson Martínez 58'                             |
| 30 de septiembre | Estadio Cotton Bowl Dallas, Estados Unidos                          | México      | 1 - 2    | Amistoso                     | Giovanni Moreno 45+3' Carlos Darwin Quintero 81' |
| 10 de octubre    | Estadio Atanasio Girardot Medellín, Colombia                        | Chile       | 2 - 4    | Eliminatorias Sudáfrica 2010 | Arturo Vidal 13' (a.g.) Giovanni Moreno 63'      |
| 14 de octubre    | Estadio Defensores del Chaco Asunción, Paraguay                     | Paraguay    | 0 - 2    | Eliminatorias Sudáfrica 2010 | Adrián Ramos 61' Hugo Rodallega 80'              |

### Sub-20

#### Campeonato Sudamericano de Fútbol Sub-20
| Equipo                    | Pt | PJ | PG | PE | PP | GF | GC | DG | Rend.  |
| ------------------------- | -- | -- | -- | -- | -- | -- | -- | -- | ------ |
| Selección nacional sub-20 | 12 | 9  | 3  | 3  | 3  | 10 | 10 | 0  | 44,4 % |

- Resultado final: 5° lugar

### Sub-17

#### Campeonato Sudamericano de Fútbol Sub-17
| Equipo                    | Pts. | PJ | PG | PE | PP | GF | GC | DG | Rend.  |
| ------------------------- | ---- | -- | -- | -- | -- | -- | -- | -- | ------ |
| Selección nacional sub-17 | 14   | 7  | 4  | 2  | 1  | 11 | 6  | 5  | 66,7 % |

- Resultado final: 4° lugar.

#### Copa Mundial de Fútbol Sub-17
| Equipo                    | Pts. | PJ | PG | PE | PP | GF | GC | DG | Rend.  |
| ------------------------- | ---- | -- | -- | -- | -- | -- | -- | -- | ------ |
| Selección nacional sub-17 | 9    | 7  | 2  | 3  | 2  | 8  | 11 | -3 | 42,9 % |

- Resultado final: 4° lugar.

Grupo C
| Equipo       | Pts | PJ | PG | PE | PP | GF | GC | Dif |
| ------------ | --- | -- | -- | -- | -- | -- | -- | --- |
| Irán         | 7   | 3  | 2  | 1  | 0  | 3  | 0  | 3   |
| Colombia     | 5   | 3  | 1  | 2  | 0  | 4  | 3  | 1   |
| Países Bajos | 3   | 3  | 1  | 0  | 2  | 3  | 4  | -1  |
| Gambia       | 1   | 3  | 0  | 1  | 2  | 3  | 6  | -3  |

| 25 de octubre de 2009, 19:00 (UTC+1) | Colombia                   | 2:1 (0:0) | Países Bajos       | Estadio U. J. Esuene, Calabar                            |                                                          |
|                                      | Castillo 56' · Córdoba 72' | Reporte   | Ozyakup 69' (pen.) | Asistencia: 10.100 espectadores Árbitro(s): Jerome Damon | Asistencia: 10.100 espectadores Árbitro(s): Jerome Damon |

| 28 de octubre de 2009, 19:00 (UTC+1)      | Irán | 0:0     | Colombia | Estadio U. J. Esuene, Calabar                                             |                                                                           |
|                                           |      | Reporte |          | Asistencia: 8.600 espectadores Árbitro(s): Michael Hester (Nueva Zelanda) | Asistencia: 8.600 espectadores Árbitro(s): Michael Hester (Nueva Zelanda) |
| Partido suspendido 40 minutos por lluvia. |      |         |          |                                                                           |                                                                           |

| 31 de octubre de 2009, 16:00 (UTC+1) | Gambia                   | 2:2 (2:0) | Colombia                | Estadio U. J. Esuene, Calabar                                       |                                                                     |
|                                      | Samateh 19' · Bojang 42' | Reporte   | Cuéllar 78', 89' (pen.) | Asistencia: 6.100 espectadores Árbitro(s): Howard Webb (Inglaterra) | Asistencia: 6.100 espectadores Árbitro(s): Howard Webb (Inglaterra) |

Octavos de final
| 4 de noviembre de 2009, 16:00 (UTC+1) | Argentina                       | 2:3 (1:0) | Colombia                                  | Estadio Gateaway, Ijebu Ode                                           |                                                                       |
|                                       | González Pírez 17' · Araujo 57' | Reporte   | Murillo 63' · Blanco 88' · Quiñones 90+1' | Asistencia: 12.460 espectadores Árbitro(s): Wolfgang Stark (Alemania) | Asistencia: 12.460 espectadores Árbitro(s): Wolfgang Stark (Alemania) |

Cuartos de final
| 8 de noviembre de 2009, 16:00 (UTC+1) | Colombia                                                                        | 1:1 (0:1, 1:1) (5:3 p.)    | Turquía                                                  | Estadio Abubarkar Tafawa Balewa, Bauchi                            |                                                                    |
|                                       | Ramos 90'                                                                       | Reporte                    | Demir 20'                                                | Asistencia: 11.532 espectadores Árbitro(s): Koman Coulibaly (Malí) | Asistencia: 11.532 espectadores Árbitro(s): Koman Coulibaly (Malí) |
|                                       |                                                                                 | Tiros desde el punto penal |                                                          |                                                                    |                                                                    |
|                                       | Santiago Arias · Jeison Murillo · Jorge Ramos · Daniel Cataño · Gustavo Cuéllar |                            | Kamil Corekci · Furkan Şeker · Gokay Iravul · Okan Alkan |                                                                    |                                                                    |

Semifinales
| 12 de noviembre de 2009, 16:00 (UTC+1) | Colombia | 0:4 (0:2) | Suiza                                                                   | Estadio Teslim Balogun, Lagos                                              |                                                                            |
|                                        |          | Reporte   | Ben Khalifa 14' (pen.) · Seferović 36' · Martignoni 50' · Rodríguez 68' | Asistencia: 18.011 espectadores Árbitro(s): Michael Hester (Nueva Zelanda) | Asistencia: 18.011 espectadores Árbitro(s): Michael Hester (Nueva Zelanda) |

Tercer lugar
| 15 de noviembre de 2009, 16:00 (UTC+1) | Colombia | 0:1 (0:0) | España   | Estadio Abuya, Abuya                                               |                                                                    |
|                                        |          | Reporte   | Isco 75' | Asistencia: 40.000 espectadores Árbitro(s): Koman Coulibaly (Malí) | Asistencia: 40.000 espectadores Árbitro(s): Koman Coulibaly (Malí) |

### Sub-15

#### Campeonato Sudamericano de Fútbol Sub-15
| Equipo                    | Pts. | PJ | PG | PE | PP | GF | GC | DG | Rend.  |
| ------------------------- | ---- | -- | -- | -- | -- | -- | -- | -- | ------ |
| Selección nacional sub-15 | 5    | 4  | 1  | 2  | 1  | 6  | 5  | 1  | 41,7 % |

- Resultado final: Eliminado en primera fase.

## Selección nacional femenina

### Mayores

#### Juegos Bolivarianos
| Equipo                      | Pt | PJ | PG | PE | PP | GF | GC | DG | Rend. |
| --------------------------- | -- | -- | -- | -- | -- | -- | -- | -- | ----- |
| Selección nacional femenina | 12 | 4  | 4  | 0  | 0  | 10 | 3  | 7  | 100 % |

- Resultado final: Ganador de la medalla de oro.

| Colombia                                              |
| Ganador de la medalla de oro Colombia Primera ocasión |